# Abante (troyano)
En la mitología griega, Abante fue uno de los guerreros troyanos fallecidos en la guerra, que recibió muerte a manos de un tal Esténelo que, según Quinto de Esmirna, «le atravesó la garganta con su lanza hasta llegar, entre dolores, al tendón de la nuca».